# Espolón (entomología)
El espolón, (del latín calcar) es un apéndice en forma de púa, que suele presentarse, ya en el ápice de las tibias de los insectos, ya también antes de él, a mayor o menor distancia.
Radica su importancia para la clasificación de algunos lepidópteros, y sobre todo, tricópteros. Es corriente emplear una fórmula para designar su número: 
- 3/4/4 significa que los espolones son tres en las tibias del primer par, y cuatro, es decir, dos pares, en las siguientes.
- 0/2/2 significa que la tibia anterior no posee ningún espolón y sólo dos, y si son apicales, las restantes.